# Blå grottan, Biševo

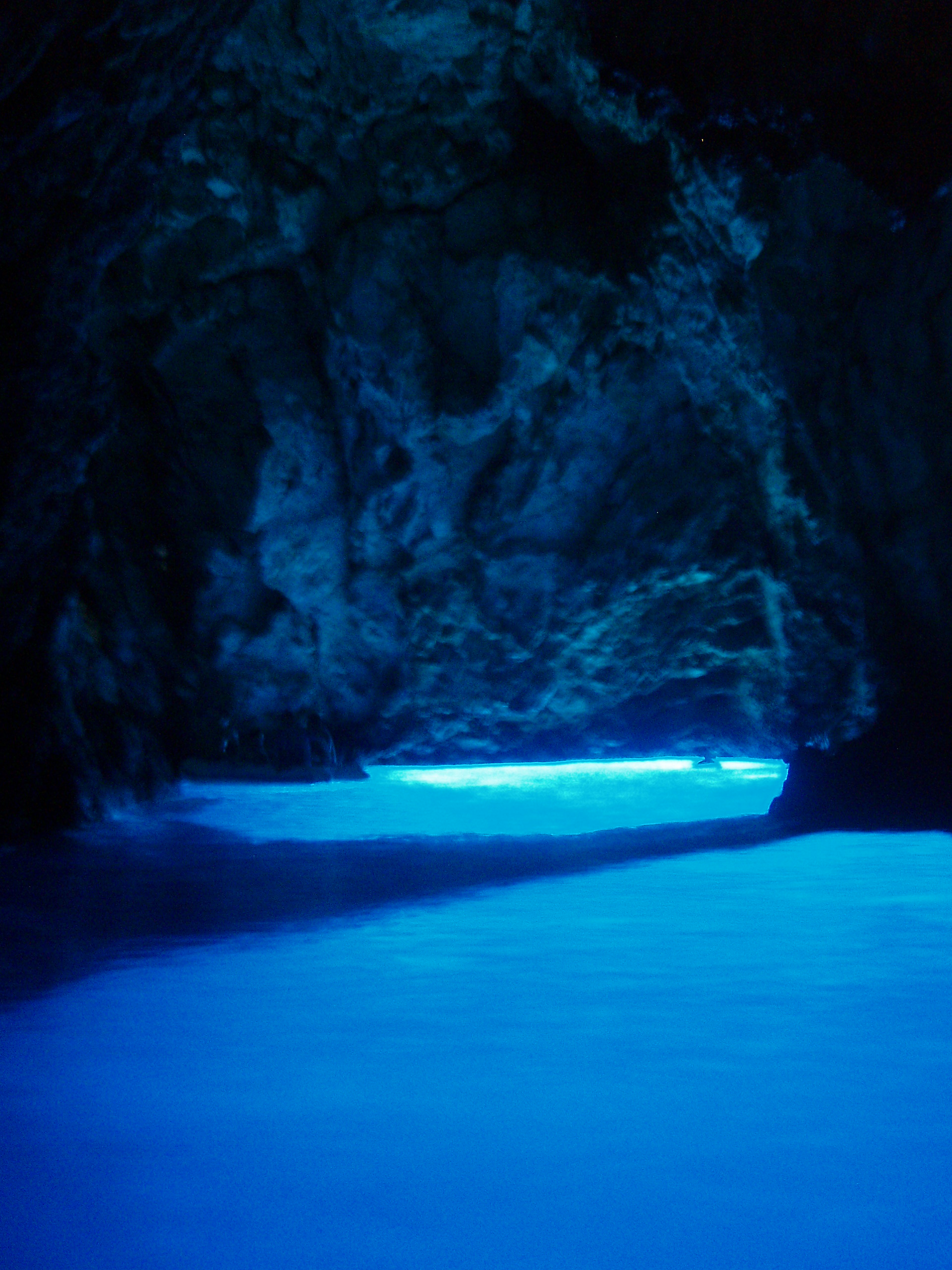
Blå grottan år 2006.

Blå grottan (kroatiska: Modra špilja) är en havsgrotta i Kroatien. Den är belägen i Balunviken på den östra sidan av ön Biševo i den dalmatiska skärgården. Havsgrottan är en turistattraktion till följd av ett naturfenomen som gör att solens strålar mitt på dagen reflekteras mot havsbottnen och upp i grottan vilket färgar vattnet azurblått. Sedan år 1951 har Blå grottan skyddsstatus som geomorfologiskt naturminne i Kroatien.

## Beskrivning
Blå grottan beskrevs för första gången år 1884 av baronen Eugen von Ransonet. Den kunde tidigare bara nås genom en undervattensöppning men på von Ransonets förslag skapades en artificiell öppning genom att spränga en bergsvägg. Denna konstgjorda öppning används av de turistbåtar (ekor) som för turister in i grottan. Den av människan skapade öppningen är 1,5 meter hög och två meter bred.
Blå grottan är drygt 24 meter lång och upp till 15 meter hög. Havsdjupet i grottan är cirka 10–12 meter. Beroende på säsong är ljusfenomenet i grottan som starkast klockan 9–13 på dagen.